# ジョー・ゲイシー
ジョー・ゲイシー（Joe Gacy、1987年8月8日 - ）は、アメリカ合衆国ニュージャージー州フランクリンビル出身のプロレスラー。現在はNXTで活動している。本名はジョセフ・ルビー（Joseph Ruby）。

## 来歴

### NXT
2020年8月31日、WWEと契約を結んだことが発表された。10月7日、WWEは、パフォーマンスセンターでのトレーニングに参加したことを発表した。2021年7月2日デビューを果たし、デズモンド・トロイを破って、2021NXTブレイクアウトトーナメントの参加権を得た。8月3日、第1ラウンドでトレイ・バクスターと対戦するも敗退。その後、キャメロン・グライムスと対戦するも敗北。10月5日、イケメン二郎を破った。翌週、トマソ・チャンパと対戦するも敗北。この頃、ゲイシーはハーランドととチームを組んでいた。11月23日、WWE・クルーザー級王座のロデリック・ストロングと、NXTウォーゲームズでのチャンピオンシップでの挑戦を提案した。ウォーゲームスで、ゲイシーはストロングと対戦したが、タイトルを獲得することができなかった。
2022年4月29日、WWEから解雇。5月3日のNXTスプリング ブレイキンでNXT王座のブロン・ブレイカーと対戦したが、タイトルを獲得することができなかった。6月4日のNXTイン・ユア・ハウスでブレイカーと再戦したが、敗北。タイトル獲得には至らなかった。

### スキズム結成
7月19日、グリズルド・ヤング・ベテランズのメンバーである、ジャガー・リードとリップ・ファウラーとチームを組んだ。リードとファウラーのチーム名をダイアドに改名し、ゲイシーとダイアドのチームは、スキズムと新しいタッグチームを結成した。その後、ドウェイン・ジョンソンの娘であるアヴァ・レインをメンバーとして迎えた。11月8日、ゲイシーはキャメロン・グライムスを破った。ゲイシーは、NXTデッドラインでのアイアンサバイバーマッチに出場したが、敗北。ダイアドは12月27日、オデッセイ・ジョーンズ、エドリス・エノフェ、マリク・ブレイドのチームと対戦し、勝利。ゲイシーは、1月3日、NXTタッグチーム王座のコフィ・キングストンと対戦したが敗北。1月20日、オデッセイ・ジョーンズと対戦し、勝利。3月7日のロードブロッキングで、アンドレ・チェイスと対戦し、勝利。4月1日のスタンド & デリバーで、スキズムは、アンドレ・チェイス・ユニバーシティーと対戦する。

## 得意技

### フィニッシュ・ホールド
アップサイドダウン
自らロープに向かいロープ近くで倒立して両腿の裏をロープに接触させて反動をつけて下半身を前へと倒して両足を着地させて上半身を起こして相手の方向に振り向きラリアットを叩き込む技。

### 打撃技
エルボー
クローズライン

## 獲得タイトル
BCW
- BCWヘビー級王座 : 1回

CZW
- CZW世界ヘビー級王座 : 3回
- CZWワイヤード王座 : 3回

DCW
- DCWノーリミット王座 : 1回

ECWA
- ECWA ミッドアトランティック ヘビー級王座 : 1回

EVOLVE
- EVOLVEタッグチーム王座 : 1回（w /エディ・キングストン

GBW
- GBW世界王座 : 1回
- GBWブレイカー王座 : 1回

MCW
- MCWレイジ・テレビ王座

NYWC
- NYWCフュージョン王座 : 1回

NWA フォースワン プロレスリング
- F1ヘビー級王座 : 1回
- F1タッグチーム王座 : 1回（w /ライアン・スレーター

RCW
- RCWタッグチーム王座：1回（w / ライアン・スレーター

VOW
- VOWアナーキー王座 : 1回

We Want レスリング
- We Want レスリング王座 : 1回

エキサイトレスリング
- エキサイトヘビー級王座 : 2回

## 入場曲
- Nn The Otherside 現在使用中
- Hurtful Love